# D-Alanin-Transpeptidase
D-Alanin-Transpeptidase (genauer: D-Alanyl-D-Alanin-Carboxypeptidase, auch DD-Transpeptidase) ist ein Enzym, das ausschließlich in Bakterien vorkommt. Es ist für die Quervernetzung der Kohlenhydrat-Bausteine (Peptidoglycane) der bakteriellen Zellwände und damit für ihre Festigkeit verantwortlich. Das Enzym ist der Ansatzpunkt für beta-Lactam-Antibiotika (beispielsweise Penicillin), die seine enzymatische Aktivität irreversibel hemmen; dabei geht das Antibiotikum eine feste Bindung mit Aminosäuren des aktiven Zentrums ein und verhindert so eine Neusynthese der Zellwand, wodurch es zur Lyse kommt (bakterizider Effekt) bzw. die Zellteilung gestoppt wird, was wiederum einen bakteriostatischen Effekt nach sich zieht.
Die DD-Transpeptidase ist ein Penicillin-bindendes Protein. Es gibt mehrere Enzymfamilien mit vergleichbarer Aktivität, die einerseits zu den Serinproteasen und andererseits zu den Metalloproteasen gehören. Es werden vier Enzymfamilien unterschieden, die unterschiedliche Herkunft haben: D-Alanyl-D-Alanin-Carboxypeptidase A, B und C, sowie Zink-D-Ala-D-Ala-Carboxypeptidasen.

## Katalysierte Reaktion
Die Vernetzung der Zellwand findet zwischen Peptid-Resten statt, die über N-Acetylmuraminsäure mit dem Kohlenhydratanteil der Peptidoglycane verbunden sind. Dies sind insbesondere D-Alanin-Reste. Sie spielt in erster Linie bei der Zellteilung eine Rolle, da hier Teile der Zellwand neu synthetisiert werden müssen.